# 類聚符宣抄
類聚符宣抄（るいじゅうふせんしょう）は、天平9年（737年）から寛治7年（1093年）までの間の太政官符･宣旨･解状を、部目別に分類して編集した法令集である。別名『左丞抄』。

## 概要
編者・成立年代について、平安時代末期の保安2年（1121年）、3年に書写された最古の写本（現宮内庁書陵部所蔵）が、小槻官務家に永く秘蔵されていたことから、小槻氏によって編纂され、本書収録の最も新しい年次の文書が寛治7年正月19日の宣旨であるため、寛治7年から保安2年までの間に成立したと従来考えられてきた。
しかし、本書の特徴・内容から、平安時代後期の実務官僚であった源経頼（宇多源氏）が、公務遂行の為に編まれたとする新説が提示された。この説の場合、本書の編纂は長暦3年（1039年）に経頼が歿したため、未完成のまま中断したとしている。とすると、前記の如く、本書収録の最新年次の文書は寛治7年の宣旨であるため、長暦3年説を採用すると矛盾が生じるが、長暦3年から寛治7年の間の文書は、全て女院号についての文書16通であり、それらは、本書の最古の写本が成立した保安2年までに増補されたと考えられている。
なお、本書は新訂増補国史大系（吉川弘文館）第27巻に収録されている。